# Typhloroncus planodentatus
Espèce
Typhloroncus planodentatus est une espèce de pseudoscorpions de la famille des Ideoroncidae.

## Distribution
Cette espèce est endémique du Mexique. Elle se rencontre au San Luis Potosí et au Tamaulipas.

## Description
Le mâle holotype mesure 1,65 mm et la femelle paratype 2,13 mm.

## Publication originale
- Harvey & Muchmore, 2013 : The systematics of the pseudoscorpion family Ideoroncidae (Pseudoscorpiones: Neobisioidea) in the New World. Journal of Arachnology, vol. 41, no 3, p. 229-290 (texte intégral).